# Sarajevo City Center

Sarajevo City Center är ett köpcentrum i Bosnien och Hercegovinas huvudstad Sarajevo.
Köpcentret invigdes den 20 mars 2014, och blev då det största köpcentret i Bosnien och Hercegovina med sina 105 410 m².